# Ориндж (округ, Вермонт)
Ориндж (англ. Orange County) — округ штата Вермонт. Административный центр — Челси. По состоянию на 2010 год население составляло 28 936 человек.

## География
По данным Бюро переписи США, общая площадь округа равняется 1790 км², из которых 1780 км² — суша, и 13 км², или 0,8 %, — это водоёмы.

### Соседние округа
- Каледония — северо-восток
- Графтон (Нью-Гэмпшир) — восток
- Уинсор — юго-запад
- Аддисон — запад
- Вашингтон — северо-запад

### Населенные пункты
| - Брадфорд - Брейнтри - Брукфилд - Челси - Коринт - Фэрли | - Ньюбери - Ориндж - Рандолф - Страффорд - Тетфорд - Топшем | - Танбридж - Вершир - Вашингтон - Уэст-Фэрли - Уильямстаун |

## Демография
По данным переписи населения 2000 года в округе проживает 28 226 жителей в составе 10 936 домашних хозяйств и 7611 семей. Плотность населения составляет 16 человек на км². На территории округа насчитывается 13 386 жилых строений, при плотности застройки 8 строений на км². Расовый состав населения: белые — 98,02 %, афроамериканцы — 0,24 %, коренные американцы (индейцы) — 0,27 %, азиаты — 0,35 %, гавайцы — 0,04 %, представители других рас — 0,13 %, представители двух или более рас — 0,95 %. Испаноязычные составляли 0,58 % населения.
В составе 33,40 % из общего числа домашних хозяйств проживают дети в возрасте до 18 лет, 56,10 % домашних хозяйств представляют собой супружеские пары проживающие вместе, 8,90 % домашних хозяйств представляют собой одиноких женщин без супруга, 30,40 % домашних хозяйств не имеют отношения к семьям, 23,40 % домашних хозяйств состоят из одного человека, 9,20 % домашних хозяйств состоят из престарелых (65 лет и старше), проживающих в одиночестве. Средний размер домашнего хозяйства составляет 2,52 человека, и средний размер семьи 2,97 человека.
Возрастной состав округа: 25,60 % — моложе 18 лет, 7,80 % — от 18 до 24, 28,20 % — от 25 до 44, 25,60 % — от 45 до 64, и 12,80 % — от 65 и старше. Средний возраст жителя округа — 39 лет. На каждые 100 женщин приходится 99,20 мужчин. На каждые 100 женщин старше 18 лет приходится 96,60 мужчин.
Средний доход на домохозяйство в округе составлял 39 855 USD, на семью — 45 771 USD. Среднестатистический заработок мужчины был 30 679 USD против 24 144 USD для женщины. Доход на душу населения был 18 784 USD. Около 6,10 % семей и 9,10 % общего населения находились ниже черты бедности, в том числе — 11,40 % молодежи (тех, кому ещё не исполнилось 18 лет) и 8,80 %, тех кому было уже больше 65 лет.

## Внешние ссылки
- Национальный реестр исторических достопримечательностей округа Ориндж, штат Вермонт
- Политическое кладбище: округ Ориндж, штат Вермонт